# Nicon rotunda
Nicon rotunda är en ringmaskart som beskrevs av Anne D. Hutchings och Reid 1990. Nicon rotunda ingår i släktet Nicon och familjen Nereididae. Inga underarter finns listade i Catalogue of Life.